# الدوري الجورجي الممتاز 2002–03
الدوري الجورجي الممتاز 2002–03 هو الموسم 14 من الدوري الجورجي الممتاز. أقيم خلال الفترة 3 أغسطس 2002 وحتى 30 مايو 2003، وأشرف على تنظيمه اتحاد جورجيا لكرة القدم، وكان عدد الأندية المشاركة فيه 12، وفاز فيه نادي دينامو تبليسي.